# 96086 Тосканос
96086 Тосканос (96086 Toscanos) — астероїд головного поясу, відкритий 29 вересня 1973 року.
Тіссеранів параметр щодо Юпітера — 3,038.